# Concorde
O Concorde é um avião comercial supersônico de passageiros, que foi produzido de abril de 1965 até o final de 1978 pelo consórcio formado pela britânica British Aircraft Corporation (BAC) e a francesa Aérospatiale.
Seus voos comerciais começaram em 21 de janeiro de 1976 e terminaram em 24 de outubro de 2003, tendo sido operado apenas pelas companhias British Airways e Air France.

## História

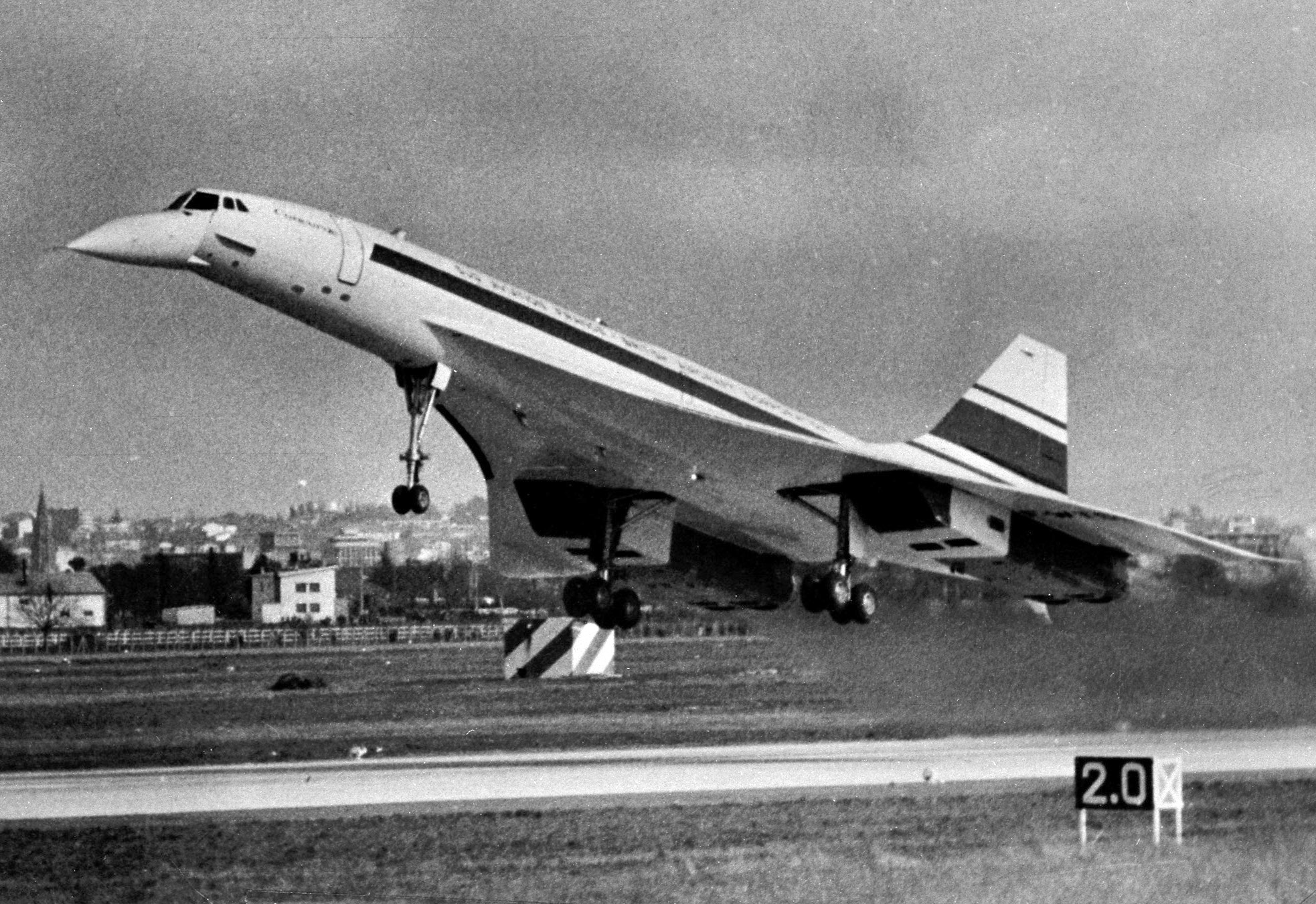
O Concorde F-WTSS (Protótipo nº 001), em 2 de março de 1969.

No final da década de 1950, era de interesse das agências americana, francesa, inglesa e soviética, a criação de uma aeronave supersônica de transporte de passageiros. Cada um desses países possuía seu próprio projeto, porém, no começo da década de 1960, devido aos enormes custos demandados, os governos da Inglaterra e França decidiram juntar forças ao assinar, em 25 de outubro de 1962, um tratado que criou o consórcio franco-britânico e tornou possível o desenvolvimento do projeto e produção da aeronave.
No início, o Concorde tinha cerca de 100 pedidos das companhias mais importantes do mundo, além da Air France, Pan Am e BOAC, atual British Airways, que eram as companhias lançadoras do tipo, a Japan Airlines, Lufthansa, American Airlines, Qantas e TWA também manifestaram interesse de compra.
A construção do primeiro protótipo francês (nº 001) começou em abril de 1965, pela Aérospatiale, em Toulouse, França, e foi concluída em 11 de dezembro de 1967. Após quinze meses de testes em solo, decolou para seu primeiro voo em 2 de março de 1969. O segundo protótipo (nº 002) foi construído pela BAC em Fliton, Inglaterra e decolou para seu primeiro voo um mês depois, em 9 de abril de 1969.
O protótipo nº 001 foi o primeiro a atingir, em 1º de outubro de 1969, a velocidade transônica (Mach1, aproximadamente 1 100 km/h à altitude operacional). Em 4 de novembro de 1970, atingiu a velocidade supersônica Mach 2 (aproximadamente 2 200 km/h).

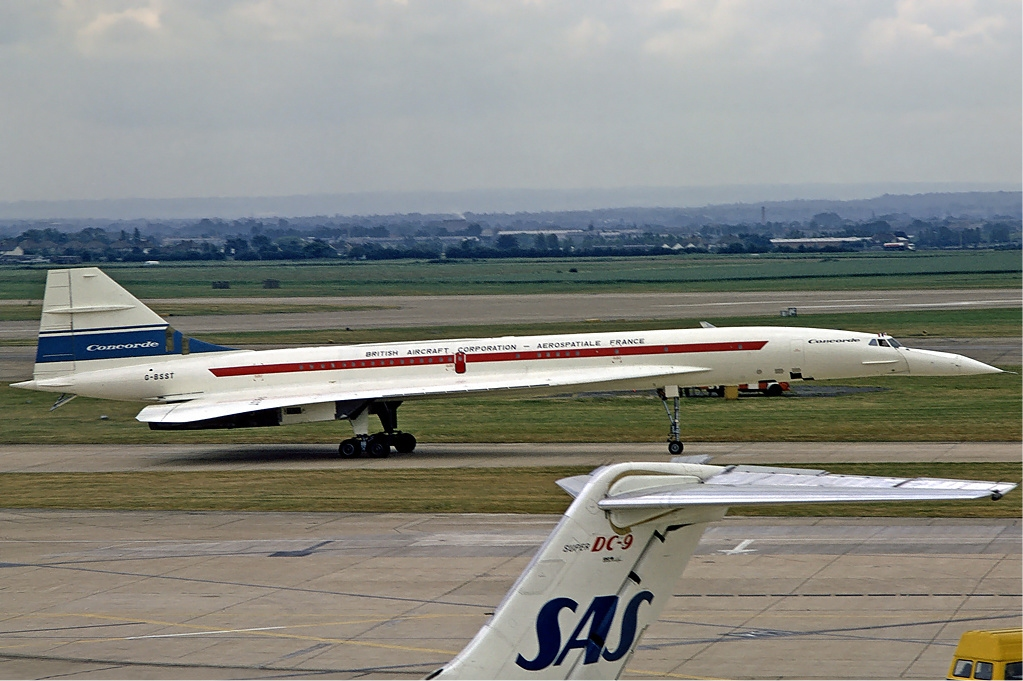
O Concorde G-BSST (Protótipo nº 002) na primeira visita ao aeroporto de Heathrow, em 1 de julho de 1972.

Em 4 de setembro de 1970, o Concorde começou a sua série de voos de demonstração em uma turnê mundial, inclusive inaugurando o Aeroporto Internacional de Dallas-Fort Worth, em 1973, quando a aeronave visitou os Estados Unidos. Estes voos de demonstração fizeram com que a aeronave acumulasse sessenta pedidos de compra.
Entretanto, uma avalanche de cancelamentos ocorreu devido a uma conjunção de vários fatores, como a crise do petróleo dos anos 1970, dificuldades financeiras por parte dos parceiros das companhias aéreas, a queda do concorrente russo do Concorde, o Tupolev Tu-144 (também conhecido como Concordski) , e alegados problemas ambientais, como o elevado ruído ao ultrapassar a barreira do som e poluição atmosférica. No final, apenas Air France e British Airways restaram como compradoras.
Ambas as companhias europeias realizaram uma série de voos testes e voos de demonstração ao redor do globo, a partir do ano de 1974, quando recordes aeronáuticos foram estabelecidos, e até hoje não superados. No total, foram 5 070 horas voadas com os seis primeiros modelos do Concorde (que não foram utilizados comercialmente), sendo 1 619 horas de testes em voo supersônico.

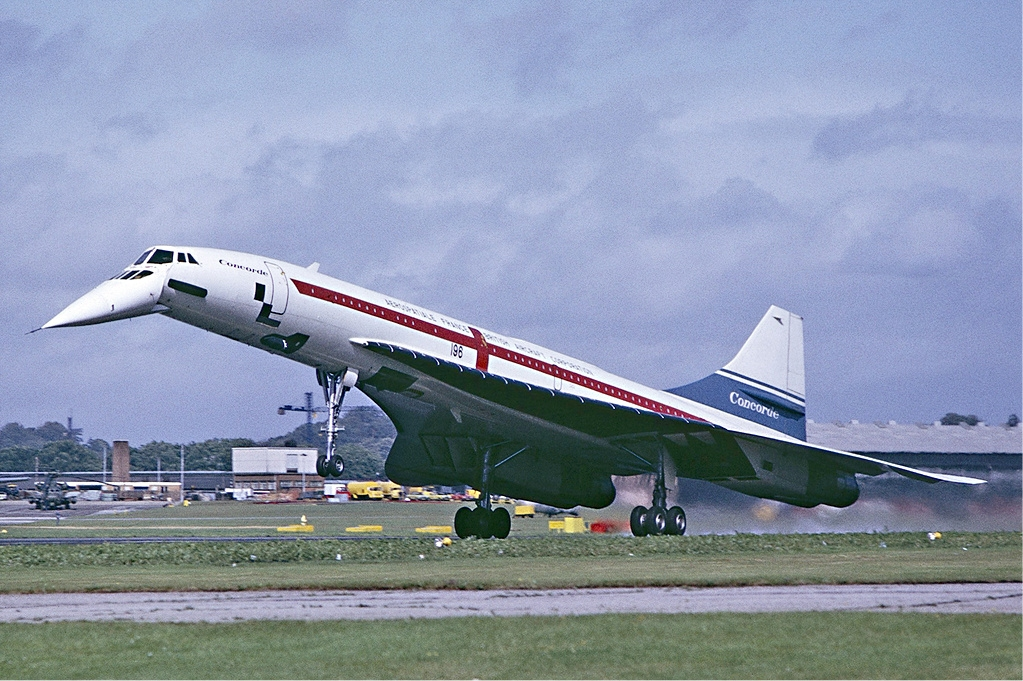
O Concorde tinha um nariz que se inclinava durante a aterrissagem, para uma melhor visibilidade da pista. Na imagem, a unidade G-AXDN (N/S 101) - Aeroporto de Farnborough, 7 de setembro de 1974.

### Voos comerciais
Em 21 de janeiro de 1976, o Concorde iniciou voos comerciais ligando Paris ao Rio de Janeiro, com uma escala em Dacar, e Londres a Bahrein. Voar no Concorde era uma experiência única. Tendo uma velocidade de cruzeiro em torno de 2,5 vezes a de qualquer aeronave de passageiros - 1 150 kn (2 130 km/h), contra 450 kn (833 km/h) de então, sendo 1 292 kn (2 390 km/h) o recorde em 19 de dezembro de 1985. Naquela data, a aeronave realizou um feito memorável: um Concorde e um Boeing 747 da Air France decolaram ao mesmo tempo, o Concorde de Boston e o Boeing 747 de Paris. O Concorde chegou em Paris, ficou uma hora no solo e retornou a Boston, pousando onze minutos antes do Boeing 747.
Turbulência era uma coisa que raramente o Concorde enfrentava, devido à sua grande altitude de voo. Olhando pela janela podia-se ver claramente a curvatura do globo terrestre. A aeronave era mais rápida que a velocidade de rotação da Terra, e isso se fazia notar quando a decolagem em Londres era após o pôr do sol, chegando em Nova Iorque ainda de dia. Porém, por se tratar de um avião supersônico, o Concorde emitia muito ruído e poluição, e assim, por muito tempo, restrições ambientais impediram sua operação nos Estados Unidos.

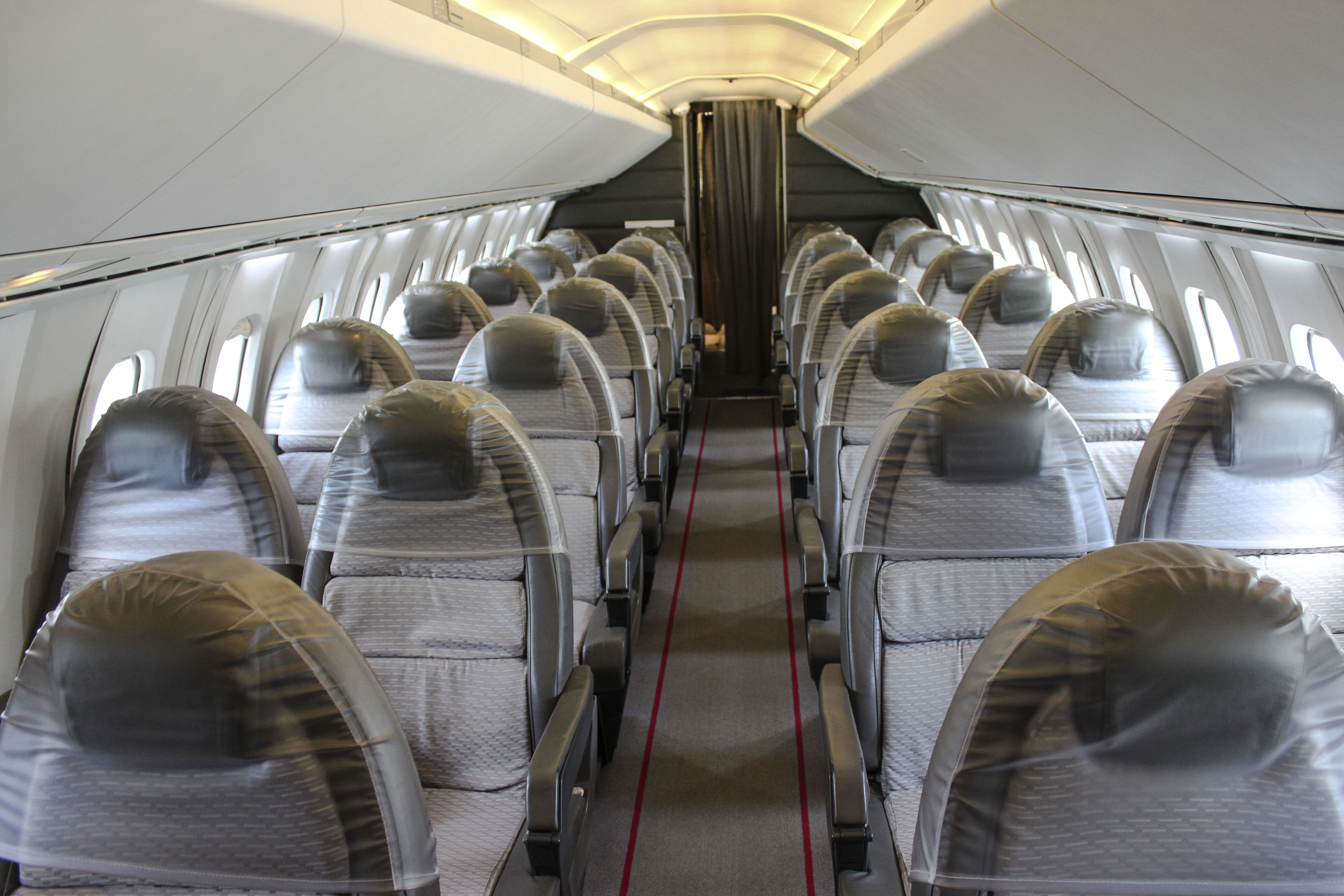
Interior do Concorde G-BBDG (N/S 202) da British Airways.

O serviço de passageiros no Concorde permaneceu sem acidentes por cerca de 24 anos, atendendo regularmente, além de Nova Iorque e Washington, as cidades de Miami, Bridgetown (Barbados), Caracas, Ilha de Santa Maria, Dacar, Bahrein, Singapura, Cidade do México e Rio de Janeiro. Ao longo destes anos, o avião rodou o mundo nas duas direções, visitando todos os continentes, exceto a Antártica.

### Acidente
Em 25 de julho de 2000, uma das unidades da Air France (Voo Air France 4590) teve um acidente fatal, causado por uma peça de um DC-10 da Continental Airlines, que se soltara na pista minutos antes da decolagem do Concorde. Este acidente levou à paralisação de toda a frota francesa e britânica e considerado como a principal causa do fim dos voos do Concorde.
Após o acidente, o Concorde sofreu algumas modificações, retornando ao transporte comercial de passageiros em novembro de 2001. Meses antes do retorno comercial, foi realizado o primeiro voo experimental com passageiros em 17 de julho de 2001. Uma aeronave da British Airways decolou do aeroporto de Heathrow por volta das 14h20 (horário local), sobrevoou o Atlântico, e retornou à Grã-Bretanha quando estava sobre o sudoeste da Islândia , pousando em uma base aérea em Oxfordshire. O voo teve como objetivo simular uma viagem para Nova Iorque, demonstrando que a aeronave estava em condições seguras de voo depois das modificações técnicas. A velocidade chegou a 1 350 mph (2 200 km/h) e a altitude chegou a 60 000 ft (18 000 m). O tempo total de voo foi de 3h20 e estavam a bordo autoridades da aviação civil e da British Airways.

### Aposentadoria

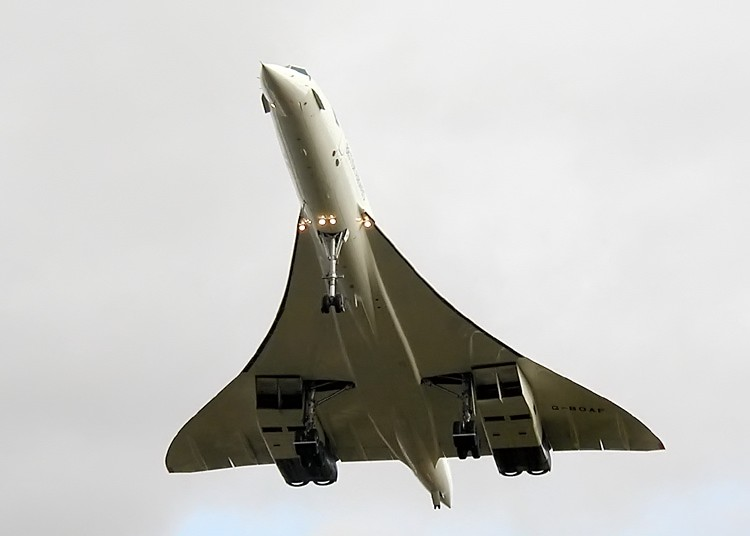
O Concorde G-BOAF (N/S 216) aterrissando no Aeródromo de en, no seu último voo em 26 de novembro de 2003.

Em 10 de abril de 2003, Air France e British Airways decidiram juntas encerrar os voos comerciais da aeronave. A Air France em 31 de maio de 2003 e a British Airways em 24 de outubro do mesmo ano. O último voo oficial foi realizado pela aeronave G-BOAF da British Airways, em 26 de novembro de 2003, para Filton, cidade onde foi produzido o primeiro Concorde, quando homenagens e manobras foram realizadas, como o movimento do "Bico" (levantamento e abaixamento). Logo depois seus motores foram desligados fechando um dos mais gloriosos capítulos da aviação.
Foram fabricados vinte Concordes ao longo de um período de treze anos. Apenas a British Airways e Air France operaram a aeronave comercialmente.
Dois protótipos (001 e 002) foram produzidos para aperfeiçoamentos no projeto inicial. Mais duas aeronaves foram construídas (101 e 102), como aeronaves de pré-produção, e também serviram para refinar o projeto, de forma a aproximá-lo da configuração ideal para o serviço comercial. Foram feitas alterações no projeto dos motores, ensaios de rolagem em pista molhada, ensaios de altitude, em altas e baixas temperaturas e testes de sistemas e componentes com as novas tecnologias que estavam surgindo, como reversores e freios de carbono. Também foi reprojetada a seção de nariz, com inclinação para uma melhor visibilidade do piloto. As unidades 201 e 202 também nunca entraram em serviço comercial, sendo utilizadas em testes como as anteriores, como treinamento da tripulação, testes de rotas, de resistência, refinamento técnico e desenvolvimento. Portanto, das vinte unidades produzidas, apenas quatorze operaram comercialmente, sete pela British Airways e sete pela Air France.
Dos vinte Concordes produzidos, dezessete estão em exposição permanente (um na fábrica da Airbus, em Toulouse, quatro em aeroportos e doze em museus aeroespaciais).
| Nº de série | Registro | 1º voo                  | 1º Operador       | Último voo             | Detalhes | Onde está                                                                              |
| ----------- | -------- | ----------------------- | ----------------- | ---------------------- | --- | -------------------------------------------------------------------------------------- |
| 001         | F-WTSS   | 2 de março de 1969      | Aerospatiale      | 19 de outubro de 1973  | - Protótipo, francês - 812 h de voo - Imagem | Museu Aeroespacial de Le Bourget – Le Bourget, França.                                 |
| 002         | G-BSST   | 9 de abril de 1969      | Gov. Reino Unido  | 4 de março de 1976     | - Protótipo, inglês - 836 h de voo - Imagem | Museu Aeronáutico de Yeovilton Somerset, Inglaterra.                                   |
| 101         | G-AXDN   | 17 de dezembro de 1971  | Gov. Reino Unido  | 20 de agosto de 1977   | - Pré-produção, inglês - 575 h de voo - Imagem | Museu de Duxford, Cambridgeshire, Inglaterra.                                          |
| 102         | F-WTSA   | 10 de janeiro de 1973   | Aerospatiale      | 20 de maio de 1976     | - Pré-produção, francês - 656 h de voo - Imagem | Museu Delta, Orly, França.                                                             |
| 201         | F-WTSB   | 6 de dezembro de 1973   | Aerospatiale      | 19 de abril de 1985    | - Produção, francês - 909 h de voo - Imagem | Airbus, Toulouse, França (exposto).                                                    |
| 202         | G-BBDG   | 13 de fevereiro de 1974 | BAC               | 24 de dezembro de 1981 | - Produção (teste) inglês - 1 282 h de voo - Uso de partes em outras aeronaves a partir de 1984 - Imagem                                                           | Restaurado (2006), Museu de Brooklands, Inglaterra.                                    |
| 203         | F-BTSC   | 31 de janeiro de 1975   | Aerospatiale      | 25 de julho de 2000    | - Produção (teste), francês - 11 989 h de voo - Destruído em acidente (25 de julho de 2000) - Imagem                                                               | Restos guardados no Aeroporto de Le Bourget, França                                    |
| 204         | G-BOAC   | 27 de fevereiro de 1975 | BAC               | 31 de outubro de 2003  | - Produção, inglês - 22 260 h de voo - Imagem | Aeroporto de Manchester, Inglaterra.                                                   |
| 205         | F-BVFA   | 27 de outubro de 1975   | Air France        | 12 de junho de 2003    | - Produção, francês - 17 824 h de voo - Imagem | Museu Aeroespacial Smithsonian, Washington, EUA.                                       |
| 206         | G-BOAA   | 5 de novembro de 1975   | BAC               | 12 de agosto de 2000   | - Produção, inglês - 22 786 h de voo - Imagem | Museu Nacional de Aeronáutica, Edimburgo, Escócia.                                     |
| 207         | F-BVFB   | 6 de março de 1976      | Air France        | 24 de junho de 2003    | - Produção, francês - 14 771 h de voo - Imagem | Museu do Automóvel e da Tecnologia de Sinsheim, Baden-Württemberg, Alemanha.           |
| 208         | G-BOAB   | 18 de maio de 1976      | BAC               | 15 de agosto de 2000   | - Produção, inglês - 22 297 h de voo - Imagem | Aeroporto de Londres Heathrow, Inglaterra (exposto ao lado da pista de taxiamento)     |
| 209         | F-BVFC   | 9 de julho de 1976      | Air France        | 27 de junho de 2003    | - Produção, francês - 14 332 h de voo - Imagem | Museu Aeronáutico Aeroscopia, Toulouse, França.                                        |
| 210         | G-BOAD   | 25 de agosto de 1976    | BAC               | 10 de novembro de 2003 | - Produção, inglês - 23 397 h de voo - Imagem | Intrepid Sea, Air & Space Museum, Nova York, EUA.                                      |
| 211         | F-BVFD   | 10 de fevereiro de 1977 | Air France        | 27 de maio de 1982     | - Produção, francês - 5 821 h de voo - Fora de serviço e abandonado por 12 anos, sofreu séria corrosão. A seção de "nariz" foi vendida a um colecionador. - Imagem | Partes no Aeroporto de Le Bourget, França                                              |
| 212         | G-BOAE   | 17 de março de 1977     | BAC               | 17 de novembro de 2003 | - Produção, inglês - 23 376 h de voo - Imagem | Aeroporto Internacional Grantley Adams, Barbados.                                      |
| 213         | F-BTSD   | 26 de junho de 1978     | Air France        | 14 de junho de 2003    | - Produção, francês - 12 974 h de voo - Imagem | Museu Aeroespacial de Le Bourget – Le Bourget, França.                                 |
| 214         | G-BOAG   | 21 de abril de 1978     | British Aerospace | 5 de novembro de 2003  | - Produção, inglês - 16 239 h de voo - Imagem | Museu Aeroespacial de Seattle, Seattle, EUA.                                           |
| 215         | F-BVFF   | 26 de dezembro de 1978  | Aerospatiale      | 11 de junho de 2000    | - Produção, francês - 12 420 h de voo - Imagem | Aeroporto de Paris-Charles de Gaulle, França (exposto ao lado da pista de taxiamento). |
| 216         | G-BOAF   | 20 de abril de 1979     | British Aerospace | 26 de novembro de 2003 | - Produção, inglês - 18 257 h de voo - O último Concorde a realizar um voo - Imagem                                                                                | Centro Aeroespacial de Bristol, Bristol, Inglaterra.                                   |

## Dados técnicos

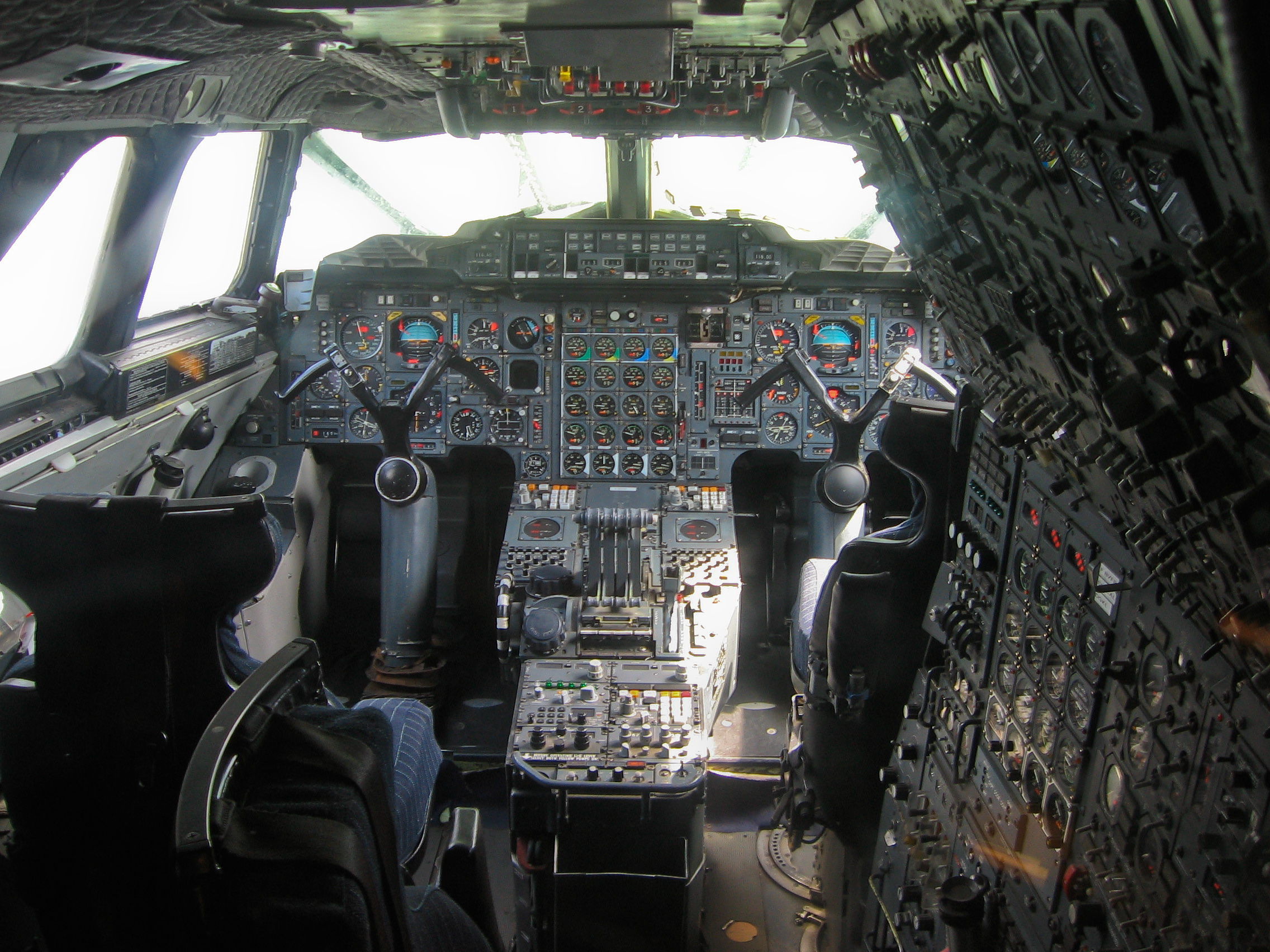
Cabine de comando do Concorde F-BVFB (N/S 207).

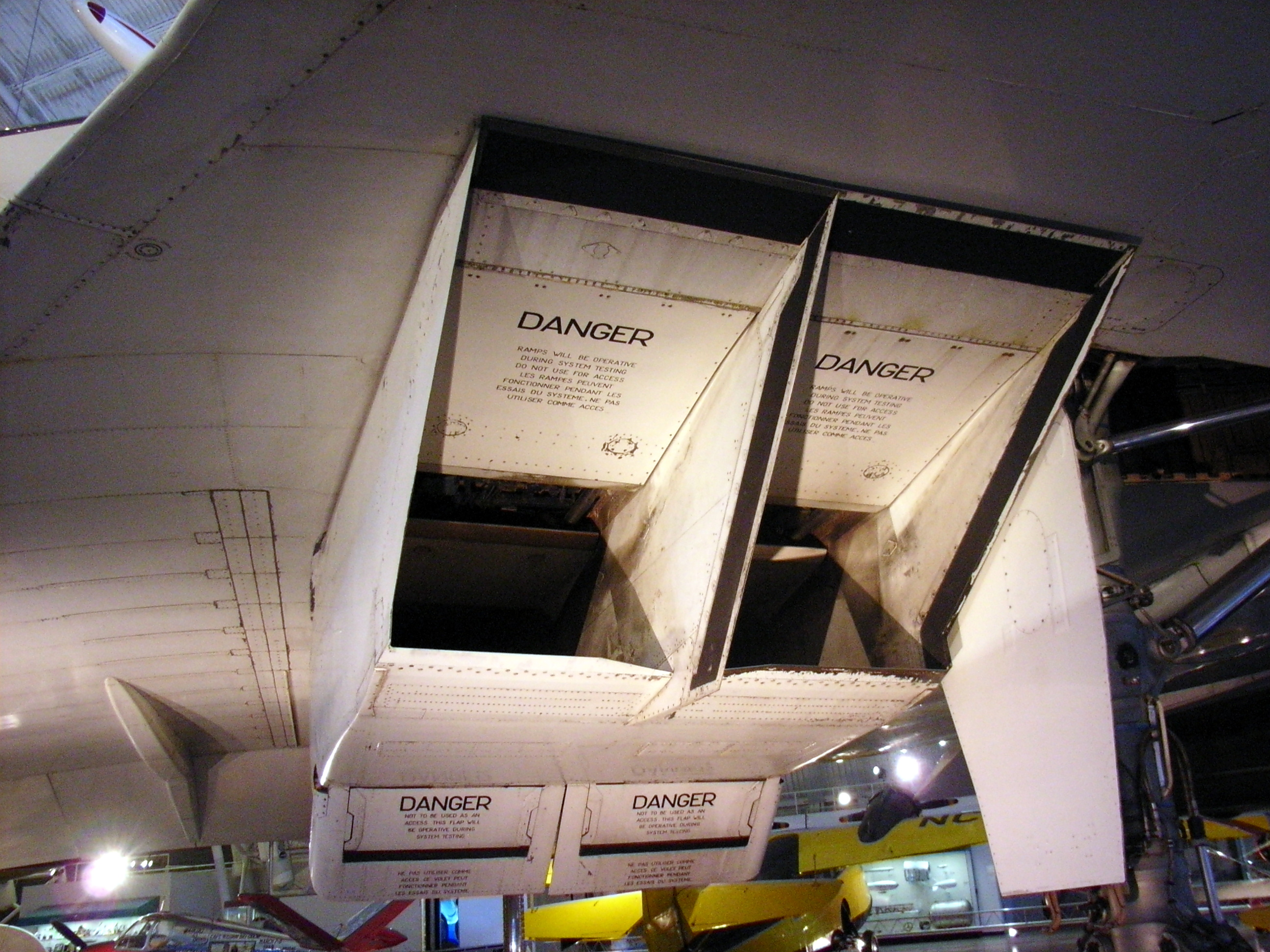
Entrada dos motores do Concorde F-BVFA (N/S 205).

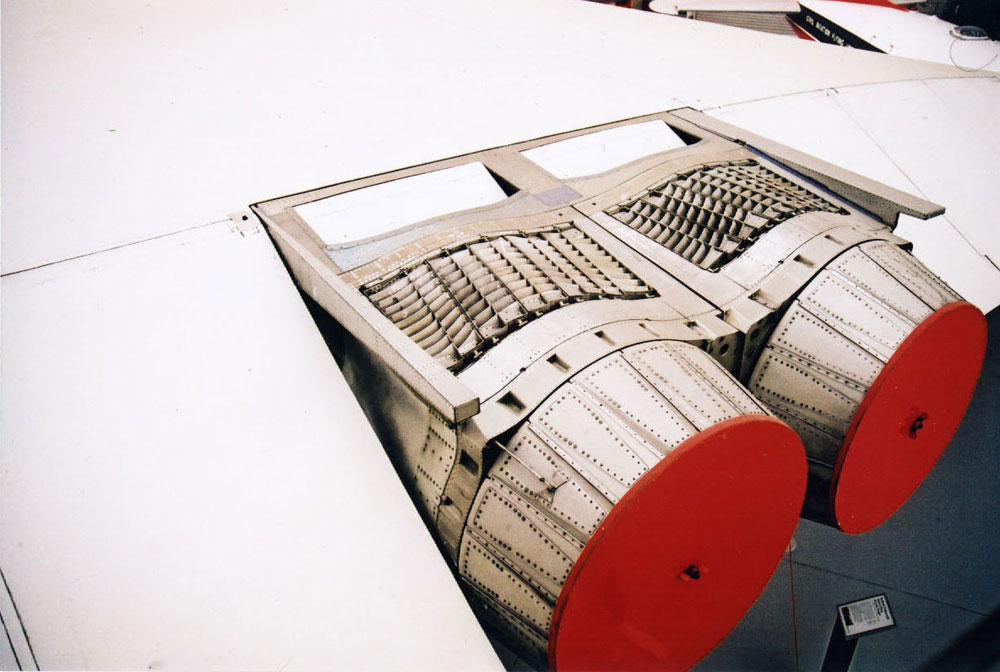
Saídas dos motores do Concorde G-AXDN (N/S 101).

### Dimensões
- Comprimento: 61,65 m
- Envergadura: 25,6 m
- Altura: 12,2 m
- Lugares: 110 poltronas

### Pesos
- Peso Básico Operacional: 78 700 kg
- Peso Máximo Zero Combustível: 92 080 kg
- Capacidade de carga paga (payload): 13 380 kg
- Peso Máximo de Descolagem: 185 000 kg
- Peso Máximo de Pouso: 111 130 kg

### Desempenho
- Velocidade Máxima de Operação: Mach 2,04
- Velocidade Normal de Cruzeiro: Mach 2,00
- Altitude Máxima de Operação: 60 000 pés / 18 300 m
- Alcance oficial: 3 700 NM ou 6 852 km (O recorde da aeronave é de 3 965 NM no voo Washington – Nice em 11 de setembro de 1984)

### Motor
- Modelo do Motor: Olympus 593 Mk 610-14-28 (versão final, de produção)[52]
- Fabricante do Motor: Rolls-Royce / SNECMA
- Potência Máxima produzida por Motor na decolagem (pós-combustores acionados): 38 050 lbf (169,2 KN)
- Capacidade de Combustível: 119 500 Litros / 95 680 kg
- Consumo de Combustível (1 motor em Idle, no solo): 1 100 kg/hora ou 2 400 libras/hora
- Consumo de Combustível (1 motor em potência máxima "seca", no solo): 17 500 kg/hora ou 23 150 lbs/hora
- Consumo de Combustível (1 motor em potência máxima + pós-combustor, no solo/decolagem): 38 500 kg/hora ou 49 604 lbs/hora